# Le Combat d'une femme (téléfilm, 2009)
Pour les articles homonymes, voir Le Combat d'une femme.
Le Combat d'une femme (Dr. Hope - Eine Frau gibt nicht auf) est un téléfilm allemand en deux parties réalisé par Martin Enlen.

## Fiche technique
- Réalisateur : Martin Enlen
- Scénaristes : Torsten Dewi et Christoph Callenberg
- Durée : 176 minutes.

## Distribution
- Heike Makatsch (VF : Laura Blanc) : Hope Bridges Adams
- Inka Friedrich (VF : Nathalie Gazdik) : Clara Zetkin
- Martin Feifel (VF : Vincent Violette) : Carl Lehmann
- Tatjana Blacher : Ellen Bridges
- Monika Baumgartner : Barbara Helbing
- Justus von Dohnányi (VF : Guillaume Lebon) : Otto Walther
- Oliver Breite (VF : Georges Caudron) : Gregor Fernbach
- Johannes Herrschmann : Anwalt Helbing
- Torben Liebrecht (VF : Arnaud Arbessier) : Friedrich von Arstetten

 Source et légende : version française (VF) sur RS Doublage